# 가미네리마촌
가미네리마촌(上練馬村)은 도쿄부 기타토시마군에 존재했던 촌이다.

## 지리
현재의 도쿄도 네리마구에 해당한다.

## 역사
- 1889년 5월 1일 - 정촌제 시행에 수반해 기타토시마군 가미네리마촌이 성립하였다.
- 1932년 10월 1일 - 도쿄시에 편입해, 네리마구가 신설되었다.
- 1943년 7월 1일 - 도쿄도로 승격되었다.

## 참고문헌
- 『新編武蔵風土記稿』 巻ノ13豊島郡ノ5、内務省地理局、1884年6月。NDLJP:763977/37。
- 「上練馬村」『新編武蔵風土記稿』 巻ノ13豊島郡ノ5、内務省地理局、1884年6月。NDLJP:763977/48。